# Crinum amazonicum
Crinum amazonicum är en amaryllisväxtart som beskrevs av Pierfelice Ravenna. Crinum amazonicum ingår i släktet Crinum, och familjen amaryllisväxter. Inga underarter finns listade i Catalogue of Life.